# Źródło Karola
Źródło Karola – źródło na terenie Ustronia w Beskidzie Śląskim, znane pod tą nazwą od początków XX w.

## Położenie
Znajduje się u zachodnich podnóży Lipowskiego Gronia, na wysokości 449,5 m n.p.m., na pograniczu Zawodzia i Lipowca. Wytryskuje w lesie, z prawego zbocza dolinki potoku Głębiec, tuż powyżej drogi leśnej przekraczającej w tym miejscu potok. Woda ze źródła spływa naturalnie do potoku.

## Historia
Źródło znane jest od dawna. W przeszłości ludność z pobliskiego Lipowca poiła jego wodą chore bydło, które miało dzięki temu wracać do zdrowia. Później utarło się, że jego wodą należy przemywać chore oczy, a takie formy leczenia zaczęli stosować również przyjeżdżający do Ustronia kuracjusze i letnicy. Krótko przed I wojną światową kasjer ustrońskiej fabryki maszyn Karol Hoheisel, cierpiący na jakieś dolegliwości wewnętrzne, postanowił w ramach kuracji codziennie udać się do źródła, by tam napić się jego wody. Jak utrzymuje tradycja, po pewnym czasie dolegliwości ustąpiły. W dowód wdzięczności Hoheisel na swój koszt dał obmurować źródło, a nad nim polecił wznieść wymurowany z kamienia obelisk zwieńczony żeliwnym krzyżem i metalową latarenką na świeczkę. Na obelisku zainstalowano nieistniejące już dziś metalowe tablice. Z czasem zamontowano tu kamienną płytę z napisem „Źródło Karola. 1916”, a później, już w XXI w., metalową tablicę z informacją o historii źródła.
Woda ze źródła jest zdatna do picia, smaczna i według oceny dyrekcji Uzdrowiska Ustroń posiada właściwości lecznicze. Jest to słabozmineralizowana woda wapniowo-magnezowa z zawartością wodorowęglanów i siarczanów. Wykazuje działania moczopędne. Jest wskazana w przypadku zaburzeń lipidowych i zagrożenia miażdżycą.

## Turystyka
Źródło jest często odwiedzane już od początków XX w. Aktualnie (2 dekada XXI w.) koło źródła przebiega trasa czerwonego szlaku spacerowego (tzw. Szlak Źródlany), który zaczyna się przy Urzędzie Miasta w centrum Ustronia.